# نسليهان أتاغول
نسليهان أتاغول (بالتركية: Neslihan Atagül)‏ (مواليد 20 أغسطس 1992 إسطنبول، تركيا)، ممثلة تركية، تنحدر من أصول شركسية من جهة والدها وبيلاروسية من جهة والدتها. اشتهرت في العالم الغربي والعربي بفضل أدوارها الدرامية البارزة في العديد من المسلسلات التركية. أبرز أدوارها كان في مسلسل حب أعمى حيث نالت إشادة واسعة عن أدائها المتميز في دور نيهان.

## قائمة أعمالها
| الفيلم/المسلسل    | سنة الإصدار | الدور       | ملاحظات                                                                |
| ----------------- | ----------- | ----------- | ---------------------------------------------------------------------- |
| على مشارف الليل   | ماجدة       | 2022 - 2023 |                                                                        |
| ابنة السفير       | 2019 - 2021 | نارى        |                                                                        |
| القاع             | 2018        | بيلغي       |                                                                        |
| حب أعمى           | 2015 - 2017 | نيهان       | تمّ ترجمة المسلسل إلى عدة لهجات عربية كما عُرض مدبلجا على عدد من القنوات |
| ما تبقى منك لي    | 2015        | إيليف       |                                                                        |
| فاتح حربية        | 2013        | نريمان      |                                                                        |
| تستمر الحياة      | 2011 - 2012 |             |                                                                        |
| عالم النسيان      | 2012        | زهرة        |                                                                        |
| اخترت قلبي        | 2011        | مليس        |                                                                        |
| عزيزي الأب        | 2011        | بينار       |                                                                        |
| الحب الأول        | 2006        |             |                                                                        |
| الأوراق المُتساقطة | 2006 - 2010 | دينيز       |                                                                        |

## الجوائز والترشيحات
| السنة | الحفلة                                                                  | النوع                                                  | العمل       | النتيجة |
| ----- | ----------------------------------------------------------------------- | ------------------------------------------------------ | ----------- | ------- |
| 2007  | جوائز الفراشة الذهبية الرابع عشر                                        | ممثلة صاعدة                                            | İlk Aşk     | فوز     |
| 2012  | مهرجان موسكو 2morro السينمائي                                           | أفضل ممثلة الآن وفي المستقبل                           | عراف        | فوز     |
| 2012  | مهرجان الفراشة الذهبية التاسع عشر                                       | ممثلة شابة صاعدة                                       | عراف        | فوز     |
| 2012  | مهرجان طوكيو السينمائي الدولي الخامس والعشرون                           | أفضل ممثلة                                             | عراف        | فوز     |
| 2012  | مهرجان بونه السينمائي الدولي                                            | أفضل أداء                                              | عراف        | فوز     |
| 2012  | جوائز جمعية الكتاب السينمائيين الخامسة والأربعين                        | أفضل ممثلة                                             | عراف        | فوز     |
| 2013  | مهرجان أوسان بروم الدولي السادس عشر للأفلام                             | أصغر ممثلة                                             | عراف        | فوز     |
| 2016  | موقع مجلة Magazinci.com السادس عشر (الأفضل)                             | ممثلة العام                                            | حب أعمى     | فوز     |
| 2016  | جوائز نجوم جريدة أياكلي السادسة                                         | أفضل ممثلة دراما تلفزيونية                             | حب أعمى     | فوز     |
| 2016  | جوائز سيول الدولية للدراما                                              | أفضل ممثلة                                             | حب أعمى     | رُشِّح     |
| 2016  | إم جي دي 22 جوائز جولدن لينس                                            | أفضل ممثلة درامية                                      | حب أعمى     | فوز     |
| 2017  | جوائز موزيكونير الأولى                                                  | أفضل ممثلة تلفزيونية                                   | حب أعمى     | فوز     |
| 2020  | مهرجان أنقرة الدولي للأفلام الثالث لجوائز أرتميس الذهبية                | أفضل ممثلة                                             | ابنة السفير | فوز     |
| 2020  | حفل توزيع جوائز SE-SAM لمن حملوا السينما التركية من الماضي إلى المستقبل | الاسم الذي يحمل السينما التركية من الماضي إلى المستقبل |             | فوز     |
| 2020  | جوائز أول منفذ سينمائي                                                  | أفضل ممثلة تلفزيونية                                   | ابنة السفير | فوز     |

## روابط خارجية
- نسليهان أتاغول على موقع IMDb (الإنجليزية)
- نسليهان أتاغول على موقع روتن توميتوز (الإنجليزية)
- نسليهان أتاغول على موقع قاعدة بيانات الأفلام العربية
- نسليهان أتاغول على موقع ألو سيني (الفرنسية)
- نسليهان أتاغول على موقع أول موفي (الإنجليزية)
- نسليهان أتاغول على موقع قاعدة بيانات الفيلم (الإنجليزية)
- نسليهان أتاغول على موقع كينوبويسك (الروسية)